# Monté la riviè
Chansons représentant la France au Concours Eurovision de la chanson
C'est le dernier qui a parlé qui a raison
(1991) Mama Corsica
(1993)
Monté la riviè (« Montez la rivière ») est une chanson écrite par Rémy Bellenchombre et composée et interprétée par le chanteur français martiniquais Kali pour représenter la France au Concours Eurovision de la chanson 1992 qui se déroulait à Malmö, en Suède.
Elle a également été enregistrée entièrement en créole martiniquais sous le même titre.

## Thème et composition
La chanson traite de la proposition que l'auditeur « monte la rivière », qui est finalement avéré être une métaphore que la rivière est « la rivière d'amour, la rivière de la vie » et l'auditeur est dit qu'« un jour tu verras la source de la rivière ». Ainsi, les paroles traitent de la nécessité de trouver la paix et l'amour dans le monde.
La musique - également composée par l'interprète - est souvent décrite comme étant inspirée par les sons d'Haïti, mais fait aussi un clin d'œil aux sons du synthétiseur qui est de plus en plus populaire au concours à l'époque.

## Concours Eurovision de la chanson
Elle est interprétée en français, langue nationale, et en créole martiniquais (un créole basé sur le français), langue régionale française, comme l'impose la règle entre 1976 et 1999. C'est la première fois au concours que la chanson représentant la France n'a pas été chanté (presque) entièrement en français et la seule fois — à ce jour — qu'une chanson du concours a été chanté dans un créole. L'orchestre est dirigé par Magdi Vasco Novarrez.
Il s'agit de la sixième chanson interprétée lors de la soirée, après Cleopatra (en) qui représentait la Grèce avec Ólou tou kósmou i elpída (Ολου tου kόσμου η ελπίδα) et avant Christer Björkman (en) qui représentait la Suède avec I morgon är en annan dag (en). À l'issue du vote, elle a obtenu 73 points, se classant 8e sur 23 chansons,.

## Liste des titres
| A1. | Monté la riviè | Rémy Bellenchombre | Kali       | 3:21 |
| B1. | One Drop       | Bob Marley         | Bob Marley | 4:27 |

| 1. | Monté la riviè                  | Rémy Bellenchombre | Kali       | 3:21 |
| 2. | One Drop                        | Bob Marley         | Bob Marley | 4:27 |
| 3. | Monté la riviè (version créole) | Rémy Bellenchombre | Kali       | 4:14 |

## Historique de sortie
| Pays    | Date | Format    | Label   |
| ------- | ---- | --------- | ------- |
| France, | 1992 | 45 tours  | Philips |
| France, | 1992 | CD single | Philips |